# P&O Cruises
P&O Cruises  — британська круїзна компанія зі штаб-квартирою в Саутгемптоні, що надає послуги з організації та обслуговування морських круїзів. Входить до структури «Carnival Corporation & plc».
Компанія заснована 1837 року як «Peninsular Steam Navigation Company ». Спеціалізувалася на лінійних пасажирських та поштових перевезеннях. Згодом перейменована на «Peninsular and Oriental Steam Navigation Company».
У 1977 році трансформована в «P&O Cruises».

## Флот
| Судно     | Побудовано | Верф        | На службі | Водотоннажність | Країна прапора     | Примітки                                            | Зображення                                             |
| --------- | ---------- | ----------- | --------- | --------------- | ------------------ | --------------------------------------------------- | ------------------------------------------------------ |
| Oriana    | 1995       | Meyer Werft | з 1995    | 69,153          | Бермудські Острови |                                                     |                                                        |
| Aurora    | 2000       | Meyer Werft | з 2000    | 76,152          | Бермудські Острови |                                                     |                                                        |
| Oceana    | 2000       | Fincantieri | з 2002    | 77,499          | Бермудські Острови |                                                     |                                                        |
| Arcadia   | 2005       | Fincantieri | з 2005    | 84,342          | Бермудські Острови |                                                     | Arcadia departing Tallinn Port of Tallinn 27 June 2017 |
| Ventura   | 2008       | Fincantieri | з 2008    | 116,017         | Бермудські Острови |                                                     |                                                        |
| Azura     | 2010       | Fincantieri | з 2010    | 115,055         | Бермудські Острови |                                                     |                                                        |
| Britannia | (2015)     | Fincantieri | з 2015    | 143,730         | Велика Британія    | Найбільше судно компанії Найбільше судно у Британії |                                                        |